# Саратский, Александр Наумович
Александр Наумович Саратский (укр. Олександр Наумович Саратський, англ. Alexander Saratsky, род. 28 января 1961, Киев, Украинская ССР, СССР) — украинский композитор, музыковед, педагог, дирижер, Заслуженный деятель искусств Украины (2020).

## Биография
Родился в Киеве 28 января 1961 в семье музыковеда и преподавателя Саратской Аллы Аркадиевны и инженера Саратского Наума Ефимовича. В течение 1966-1975 годов учился в общеобразовательной школе и Киевской детской музыкальной школе №3 имени В. С. Косенко по классу скрипки. В 1975 году поступил на теоретический факультет Киевского государственного музыкального училища имени Р. М. Глиэра (сейчас — Киевская муниципальная академия музыки имени Р. М. Глиэра). После окончания музыкального училища в 1979 году два года находился в армии, там было создано 6 увертюр и более 200 аранжировок маршей, песен и танцев для духового оркестра. С 1981 года работает артистом Хмельницкой, Псковской филармоний и Укрконцерта.
С 1983 по 1988 А. Саратский учится в Ленинградской консерватории им. Н. А. Римского-Корсакова (сейчас — Санкт-Петербургская консерватория имени Н. А. Римского-Корсакова) на теоретико-композиторском факультете как музыковед; по окончании Консерватории защищает дипломную работу по теме «Фьюжн как явление современной музыки» (руководитель — профессор Людмила Григорьевна Ковнацкая) — одно из первых исследований на тему джаза в советском пространстве того времени. В течение 1987-1991 лет играет в украинской рок-группе Черкасской филармонии «XX Век», с 1989 года становится музыкальным руководителем группы. В этот период А. Саратский экспериментирует с сочетанием симфонической, джазовой и рок-музыки, используя интонации украинского фольклора. Под руководством А. Саратского рок-группа «XX Век» принимала участие в международных фестивалях и получила награды в различных конкурсах. В этот период написано около двадцати песен, несколько пьес и Симфония для рок-группы.

### Преподавательская деятельность
С 1995 года А. Саратский работает в Киевской Вечерней Музыкальной Школе им. К. Г. Стеценко, преподавая музыкальную литературу и ансамбль. Его школьный ансамбль «СараБанда» является победителем многочисленных, городских и районных конкурсов, участвует в фестивалях. В 2015 году А. Саратский превращает собственный ансамбль в школьный эстрадно-симфонический оркестр «СараБанда», становится его художественным руководителем.
С 2004 года А. Саратский преподает курс «История и теория джаза» на кафедре мировой музыки Национальной музыкальной академии Украины им. П. И. Чайковского. В 2017 году — организует Биг Бэнд «СараБанда» и пишет программу для предмета «Биг бэнд». Под руководством А. Саратского Биг Бэнд «СараБанда» принимал участие в Х Международной Пасхальной ассамблеи (2018), фестивале «Чайковский-Fest» (Тростянец, 2019), Первом фестивале современной и классической музыки «Новая Музыка в Украине» (Киев, 2019) , XVIII Международном джазовом фестивале «Единство», Первом международном фестивале «Браво, SAX» (Киев, 2019).

### Композиторская деятельность
Начиная с 1977 года А. Саратский ведет активную композиторскую деятельность. Его творческие интересы охватывают широкий круг исполнительских составов (от сольных до оркестровых произведений) и музыкальных стилей (классика, джаз, фольк, рок). Обработки украинских народных песен, напечатанных издательством «Музыкальная Украина» (укр. «Музична Україна») в двух частях сборника «Цветет Терен» (укр. «Цвіте Терен») звучат во всем мире (Польша, Китай, США, Франция, Италия, Канада, Казахстан, Россия, Мексика, Индия, Япония, Испания, Румыния и так далее). Обработка А. Саратского «Цветет Терен» дважды звучала в Карнеги-Холле в 2016 году в исполнении пианиста украинского происходжения Джонсона Антонио Бразильеро. Это выступление вошло в Национальный реестр рекордов Украины как сольное выступление самого молодого пианиста (12 лет) в концертном зале.

### Исполнительская деятельность
Ежегодно, начиная с 2001, А. Саратский дает сольные концерты в Национальной филармонии Украины. В его авторских программах участвуют лучшие коллективы Украины и известные во всем мире артисты (Нина Матвиенко, Богдан Бенюк, Игорь Славинский, Владимир Шпудейко, Кирилл Стеценко, Злата Огневич, Анастасия Каменских (NK), Томара Ходакова, Дмитрий Тодорюк, Павел Табаков и другие). Концерты проходят при участии Национального симфонического оркестра Украины, Симфонического оркестра Украинского радио, Национального ансамбля солистов «Киевская камерата», Национального ансамбля «Киевские солисты», Ансамбля песни и танца Вооруженных сил Украины, Академического симфонического оркестра Харьковской филармонии, Академического камерного оркестра «Виртуозы Львова», Академического симфонического оркестра Крымской филармонии, симфонических и камерных оркестров Тернополя, Луцка, Херсона, Кропивницкого, Днепра, Хмельницкого, Винницы, октета «Орфей», дуэта «Алиби», квартета «Прима» и другие. Выступления А. Саратского происходят на известных концертных площадках Киева, Львова, Харькова, Житомира, Черкасс, Хмельницкого, Сум, Днепра, Херсона, Кропивницкого, Тернополя, Ужгорода, Ровно, Луцка, Чернигова и других городов.
Во время службы в армии (1979-1981 гг.) в Чернигове было исполнено более 200 аранжировок песен и танцевальных номеров для большого духового оркестра А. Саратского, а также 6 авторских «Увертюр» для правительственных мероприятий. В 1980 году был поставлен мюзикл «Кошкин дом» в Черниговском театре. В 1981 году в составе ВИА «Товтры» А. Саратский участвовал в 30 концертах. В течение 1982-1986 годов состоялось более 3000 концертов А. Саратского в составе ВИА «Каскад» по городам Украины и Советского Союза (Молдова, Казахстан, Литва, Эстония, Латвия, Беларусь, Урал, Сибирь). В течение 1987-1990 годов А. Саратский делал аранжировки для украинской рок-группы «XX Век». В этот период были осуществлены гастрольные путешествия на фестивале в Москве ( «Рок-панорама», ноябрь 1987), Лиссабоне (январь 1988), Монголии (сентябрь 1988), Барселоне (октябрь 1988), Брно, Остраве (1989), Праге («Intertalent», 1989). В течение 1997-1999 годов группа «XX Век» сыграла более 1000 концертов по городам Украины и Советского Союза. В 1990-х годах в репертуаре «Театра драмы и комедии на левом берегу» появился спектакль с музыкой А. Саратского «Лев Зимой». В 1998 году А. Саратский организовал ансамбль «Два Плюс ...» (сечас — «СараБанда»), который в 2000 году стал лауреатом международного фестиваля «Джазовые голоса-2000» (Москва).
Авторские концерты А. Саратского:
19.02.2015 — «Джазовый клавир» (при участии квартета «Прима»)
03.02.2016 — «Юбилейный концерт» (при участии Национального симфонического оркестра Украины под управлением Владимира Сиренко, а также октета «Орфей», Златы Огневич, Анастасии Каменских (NK), Анны Завальской, Ланы Меркуловой и других)
16.02.2017 — «Киев – Нью-Йорк» (при участи Аркадия Кофмана)
06.02.2018 — «Джазовые фантази с Камератой» (при участии Национального ансамбля солистов «Киевская камерата», а также Анико Долидзе, Анны Завальской, Ланы Меркуловой)
21.02.2019 — «Свинг в Академии» (при участии Биг Бэнда «СараБанда» Национальной музыкальной академии им. П. И. Чайковского)
25.02.2020 — «Смычком по клавишам» (при участии К. Стеценко (скрипка) и Камерного оркестра Национальной под управлением И. Андриевского)
28.01.2021 — «Александр Саратский приглашает...»

## Семья
Жена — актриса театра и кино, преподаватель Алена Васильева (род. 1958).
Сын — композитор, продюсер Дмитрий Саратский (род. 1984).
Внук: Илья Саратский (род. 2015).

## Творчество

### Произведения для симфонического оркестра
- Симфония № 1 F-dur (2005-2010)
- Симфония № 2 g-moll (2008)
- Симфония № 3 c-moll «2014» (2022)
- Симфоническая картинка «Музыканты в дороге» (2009)
- «Фантазия» на темы И. Дунаевского (2005)

### Произведения для инструмента с симфоническим оркестром

#### для фортепиано с оркестром

##### концерты
- Концерт для фортепиано с оркестром № 1 F-dur (2005)
- Концерт для фортепиано с оркестром № 2 G-dur (2006)
- Концерт для фортепиано с оркестром № 3 C-dur (2009) (І часть)
- Концерт для фортепиано с оркестром № 4 f-moll (2013)
- Концерт для фортепиано с оркестром № 5 «Beat Heaven» Es-dur (2016) (І, ІІ, ІІІ части)
- Концерт для фортепиано с оркестром № 6 c-moll (2018) (І, ІІ, ІІІ части)
- Концерт для фортепиано с оркестром № 7 F-dur (2019) (І, ІІ, ІІІ части)
- Концерт для фортепиано с оркестром №8 d-moll (2021)

##### сюиты
- Сюита для фортепиано с оркестром № 1 (2004)

- Сюита для фортепиано с оркестром № 2  (2007)

#### для скрипки с оркестром
- Концерт для скрипки с оркестром d-moll (2018) (І, ІІ, ІІІ части)

#### двойные концерты
- Двойной концерт для скрипки и альта с оркестром (2012)
- Двойной концерт для скрипки и виолончели с оркестром (2020)

### Произведения для хора и оркестра
- Джазовая кантата «Движение» для хора и оркестра (на стихи украинских поэтов)

### Произведения для духового оркестра
- 6 увертюр на патриотические темы (1979-1981)
- 2 марша (1979-1981)
- более 200 аранживровок песен, танцев, маршей

### Произведения для инструментальных ансамблей
- Квинтет «Увеличенная Прима» (2016) (І, ІІ, ІІІ части)
- Квинтет для духовых инструментов (1986)

### Произведения для джаз-ансамблей и биг бэндов
- «Свинг в Академии» (2018)
- Увертюра на темы П. Чайковського (2019)
- «Коломыйка» (2018)
- «Два плюс два» (2003)
- «Двойное дыхание»(2003)
- «Два взгляда» (2003)
- Увертюра на темы Дж. Гершвина «Коляда» (на темы колядок)

### Произведения для рок-групп
- Симфония для рок-группы «Критическая масса» (1988)
- Сюита для рок-группы (1988)
- более 20 обработок для рок-группы («Щедрик», «По садочку ходжу», «Несе Галя воду», «Ой, чий-то кінь стоїть», «Ой, ходила дівчина, бережком», «Сидить млада», «Од Києва до Лубен» и другие)

### Вокальные произведения
- Вокальный цикл для сопрано, баритона и камерного оркестра на стихи украинских поетов в пяти частях (2004)
- «Песня про Львлв»(2011),
- песни «Олимпо», «Фата моргана», «Финал», «Чудо-юдо» (1987-1989)
- более 50 обработок украинских народных песен («Щедрик», «По садочку ходжу», «Ой, чий-то кінь стоїть», «Ой, ходила дівчина, бережком», «Сидить млада», «Од Києва до Лубен», «Ой, у вишневому садку», «Ой, у гаю, при Дунаю», «Ой, у полі три криниченьки», «Веснянка», «Весільні пісні» и другие)

- обработки китайских, индийских, еврейских, грузинских песен

### Произведения для фортепиано
- Соната для фортепиано «Real-time» (2017)
- Три Прелюдии («Постлюдия», «Елена», «Сарабанда») (2002-2003)
- более 50 обработок українських народних пісень («Цвіте терен», «Несе Галя воду», «Ой, чий-то кінь стоїть», «Ой, ходила дівчина, бережком», «Коломийка», «Розпрягайте хлопці коней», «Ой, у вишневому садку», «Ой, у гаю, при Дунаю», «Ой, у полі три криниченьки», «Чом ти не прийшов», «Сидить млада», «Од Києва до Лубен», Чорнії брови, карії очі» и другие)

### Произведения для детей
- пьесы «Блюз ежика», «Джаз в Карпатах», «Регтайм», «Нью-Орлеанская мазурка», «Играем джаз», «Спиричуэлс», «Свингуем вместе», «Джазовый дует» (2017)

### Обработки
- более 300 обработок украинских, грузинских, еврейских, китайских, индийских, российских, белоруских, азербайджанских песен для разных составов

### Музыка для театра
- «Кошкин Дом» (1980)
- «Лев Зимой» (1992)

## Дискография
- «Два Плюс…» (Symphocarre, 2001)[10]
- «Сарабанда» (Symphocarre,  2004)[11]
- «Цветет терен» (Artwood, 2005)[12]
- «Wonderful World» (Symphocarre, 2009)[13]

## Публикации

### Музыкальные произведения
- «Цветет терен» (первая часть), джазовые обработки украинских народных песен (издательство «Музична Україна», 2010)[14]
- «Играем Джаз», произведения для скрипки и фортепиано (издательство «Музична Україна», 2017)[15]
- «Цветет терен» (вторая часть), джазовые обработки украинских народных песен (издательство «Музична Україна», 2018)[16]
- «Джак. Шаги по клавишам», джазовые пьесы для начинающих (издательство «Музична Україна», 2021)[17]

### Музыковедческие работы
- Дипломная работа «Фьюжн как явление современной музыки», научный руководитель Ковнацкая Людмила Григориевна (1988, рукопись)

## Звания, награды и премии
- Заслуженный деятель искусств Украины (2020)[18]